# Lee June-seo
Lee June-seo (* 3. Juni 2000 in Daejeon) ist ein südkoreanischer Shorttracker.

## Werdegang
Lee trat international erstmals bei den Juniorenweltmeisterschaften 2018 in Tomaszów Mazowiecki in Erscheinung. Dort gewann er die Silbermedaille im Mehrkampf. Seine ersten Weltcuprennen lief er zu Beginn der Saison 2018/19 in Calgary. Dort belegte er den 16. Platz über 500 m, den dritten Rang in der Mixed-Staffel und jeweils den zweiten Platz über 1500 m und mit der Staffel. Im weiteren Saisonverlauf wurde er in Salt Lake City Zweiter über 1500 m und in Almaty jeweils Dritter über 1000 m und 1500 m und Zweiter mit der Mixed-Staffel. Er erreichte damit zum Saisonende den 17. Platz im Weltcup über 1000 m und den dritten Rang im Weltcup über 1500 m. Beim Saisonhöhepunkt, den Weltmeisterschaften 2019 in Sofia, gewann er die Bronzemedaille über 1500 m und die Goldmedaille mit der Staffel. Zu Beginn der folgenden Saison wurde er in Montreal Dritter mit der Mixed-Staffel und über 1500 m und Zweiter mit der Staffel. Im weiteren Saisonverlauf siegte er in Shanghai über 1500 m, in Dresden mit der Staffel und in Dordrecht über 500 m. Zudem errang er einmal den dritten und fünfmal den zweiten Platz und erreichte damit den vierten Platz im Weltcup über 500 m und den zweiten Rang im Weltcup über 1500 m. Bei den Vier-Kontinente-Meisterschaften 2020 in Montreal holte er mit der Staffel die Goldmedaille.

## Weltcupsiege

### Weltcupsiege im Einzel
| Nr. | Datum            | Ort       | Disziplin |
| --- | ---------------- | --------- | --------- |
| 1.  | 7. Dezember 2019 | Shanghai  | 1500 m    |
| 2.  | 16. Februar 2020 | Dordrecht | 500 m     |
| 3.  | 4. Februar 2023  | Dresden   | 1500 m    |

### Weltcupsiege im Team
| Nr. | Datum            | Ort        |
| --- | ---------------- | ---------- |
| 1.  | 9. Februar 2020  | Dresden 1  |
| 2.  | 30. Oktober 2022 | Montreal 2 |

## Persönliche Bestzeiten
- 0500 m   0:40,369 s (aufgestellt am 8. April 2022 in Montreal)
- 1000 m    1:23,682 min (aufgestellt am 7. Februar 2022 in Peking)
- 1500 m    2:09,622 min (aufgestellt am 9. Februar 2022 in Peking)
- 3000 m    5:01,917 min (aufgestellt am 10. März 2019 in Sofia)